# Impatiens lawsonii
Impatiens lawsonii är en balsaminväxtart som beskrevs av Joseph Dalton Hooker. Impatiens lawsonii ingår i släktet balsaminer, och familjen balsaminväxter. Inga underarter finns listade i Catalogue of Life.